# Вшехсьвенте (Свентокшиське воєводство)
Вшехсьвенте (пол. Wszechświęte) — село в Польщі, у гміні Садове Опатовського повіту Свентокшиського воєводства.
Населення — 111 осіб (2011).
У 1975-1998 роках село належало до Тарнобжезького воєводства.

## Демографія
Демографічна структура на день 31 березня 2011 року:
|          | Загалом | Допрацездатний вік | Працездатний вік | Постпрацездатний вік |
| -------- | ------- | ------------------ | ---------------- | -------------------- |
| Чоловіки | 57      | 13                 | 37               | 7                    |
| Жінки    | 54      | 12                 | 33               | 9                    |
| Разом    | 111     | 25                 | 70               | 16                   |